# Ваља Санпетрулуј (Гребенишу де Кампије)
Ваља Санпетрулуј (рум. Valea Sânpetrului) насеље је у Румунији у округу Муреш у општини Гребенишу де Кампије. Oпштина се налази на надморској висини од 343 m.

## Становништво
Према подацима из 2002. године у насељу је живело 480 становника.

### Попис2002.
| Расподела становништва по националности 2002.‍ | Расподела становништва по националности 2002.‍ | Расподела становништва по националности 2002.‍ | Расподела становништва по националности 2002.‍ | Расподела становништва по националности 2002.‍ |
| --------------------------------------------- | --------------------------------------------- | --------------------------------------------- | --------------------------------------------- | --------------------------------------------- |
|                                               |                                               |                                               |                                               |                                               |
| Румуни                                        | Румуни                                        |                                               | 438                                           | 91,8%                                         |
| Роми                                          | Роми                                          |                                               | 39                                            | 8,2%                                          |